# 태풍 파북 (2019년)
태풍 파북 (PABUK) 은 2019년 제1호 태풍이며, 역사상 발생연도 순으로 가장 빨리 발생된 태풍이다. 파북은 라오스에서 제출한 이름으로 메콩강에 서식하는 민물고기 중 한 종류를 의미한다.

## 개요
제1호 태풍 파북은 1월 1일 15시에 중심기압 1000 hPa, 최대풍속 18 m/s, 강풍 반경 330 km, 크기 '중형'의 열대폭풍으로 베트남 호치민 남동쪽 약 640 km 부근 해상에서 발생하였다.(일본 기상청 태풍정보 속보치 기준) 발생 이후 타이만에서 서~서북서진하며 서서히 발달해서 1월 4일 3시에 말레이시아 쿠알라룸푸르 북북동쪽 약 440 km 부근 해상에서 중심기압 994 hPa, 최대풍속 23 m/s, 강풍 반경 390 km(북서쪽 반경)의 세력 '약', 크기 '중형'의 열대 폭풍으로 최성기를 맞이하였다.(일본 기상청 태풍정보 속보치 기준) 타이만에서 최성기 세력을 유지하면서 계속 서~서북서진하면서 한국 기상청 기준으로는 1월 4일 21시에 말레이시아 쿠알라룸푸르 북북서쪽 약 640 km 부근 육상(태국 나콘시탐마랏 주 육상)에 중심기압 994 hPa, 최대풍속 21 m/s, 강풍 반경 250 km(북서쪽 반경)의 세력 '약', 크기 '소형'의 열대 폭풍으로 상륙하였다. 일본 기상청 기준으로는 1월 4일 21시에 말레이시아 쿠알라룸푸르 북북서쪽 약 614 km 부근 해상(태국 나콘시탐마랏 주 동쪽 타이만 해상)에 중심기압 996 hPa, 최대풍속 23 m/s, 강풍 반경 390 km(북서쪽 반경)의 세력 '약', 크기 '중형'의 열대 폭풍의 세력으로 도달하였고, 1월 5일 0시에 말레이시아 쿠알라룸푸르 북서쪽 약 643 km 부근 육상(태국 나콘시탐마랏 주 육상)에 중심기압 996 hPa, 최대풍속 23 m/s, 강풍 반경 390 km(북서쪽 반경)의 세력 '약', 크기 '중형'의 열대 폭풍으로 상륙하였다. 태국에 상륙하며 동경 100도를 통과해서 인도양 사이클론 구역으로 넘어가면서 일본 기상청과 한국 기상청의 태풍정보가 종료되었다. 그 후 사이클론 파북은 태국 크라비 주와 팡응아 주를 관통하여 벵골만에 진출했으나, 1월 5일 9시에 태국 라농 주 서쪽 약 25 km 부근 해상에서 1004 hPa의 열대저압부로 소멸하였다. 2019년 제1호 태풍 파북은 1월 1일 15시에 발생하였기 때문에 기상 관측 사상 한 해에 가장 이르게 발생한 태풍이 되었고, 1월에 발생이 드문 북인도양 사이클론 구역에서 발생한 사이클론이 되었다.

## 같이 보기
- 2019년 태풍